# Перси, Генри Горячая Шпора
Сэр Генри Перси, также прозванный Гарри Хотспур (Горячая Шпора) (20 мая 1364 — 21 июля 1403, Шрусбери) — английский рыцарь и военачальник, старший сын Генри Перси, 4-го барона Перси из Алнвика (позже — 1-го графа Нортумберленда). Его матерью была Маргарет Невилл, дочь Ральфа Невилла, 2-го барона Невилла де Раби, и Алисы де Одли. «Горячей Шпорой» его прозвали, предположительно, за вспыльчивый нрав. Точная дата рождения неизвестна.

## Биография
Генри участвовал в войнах против Франции и Шотландии. В 1378 году он под командованием отца участвовал в осаде и захвате Берика, а в 1388 году командовал двумя рейдами на Булонь.
В 1388 году Генри был посвящён в рыцари ордена Подвязки. В том же году, когда шотландская армия осадила Ньюкасл-апон-Твид под командованием графа Джеймса Дугласа, на выручку осаждённым прибыл Генри Перси. 5 августа 1388 года Генри командовал английской армией в битве при Оттерберне, в которой убил Джеймса Дугласа, командовавшего шотландцами. Однако в итоге битва была проиграна, а сам Генри попал в плен, откуда был выкуплен в 1389 году королём Англии Ричардом II.
После освобождения из плена Генри Перси выполнял обязанности хранителя Карлайла и западных марок, а в 1391 году был отправлен во Францию, где организовывал из Кале рейды на французскую территорию. В 1393—1395 годах Генри выполнял обязанности губернатора Кале.
С 1398 года Генри снова участвовал в войне против Шотландии.
Когда в 1399 году в Англии вспыхнуло восстание против короля Ричарда II, которое возглавлял граф Дерби Генри Болингброк, предъявивший права на английскую корону, Генри Перси вместе с отцом перешел на сторону претендента. В итоге граф Дерби был провозглашён королём Англии под именем Генриха IV. В качестве награды Генри Перси стал констеблем замков Флинт, Конви, Честер, Карнарвон и Денби, а также был назначен юстициарием Северного Уэльса. В Уэльсе он воевал против валлийцев, где захватил Мерионет, Конви и Кэрнафон.
Позже Генри Перси вновь отправился на границу в Шотландии, где он внёс значительный вклад в победу английской армии в битве при Хомилдон-Хилле. В этой битве он захватил в плен графа Арчибальда Дугласа, который командовал шотландцами.
Однако вскоре Генри поссорился с королём Англии. Поводом послужило то, что Генрих IV отказался оплатить его издержки во время войны. Возмущённый Генри Перси отпустил Арчибальда Дугласа без выкупа, из-за чего король объявил его предателем. В итоге Генри Перси вместе с отцом и дядей, Томасом Перси, графом Вустера в июле 1403 года присоединились к восстанию Оуайна Глиндура. Целью восставших было возведение на королевский престол Эдмунда Мортимера, 5-го графа Марча, на сестре которого Генри был женат. Однако 21 июля в битве при Шрусбери против королевской армии Генри был убит.
Тело Генри Перси похоронили в Уинчестере, однако через 2 дня его выкопали и выставили в Шрусбери на всеобщее обозрение, а отрубленную голову Генри вывесили на воротах Йорка.
Ещё при жизни Генри Хотспур заслужил противоречивые оценки современников, одни из них упирали на его воинскую отвагу и храбрость в бою, другие указывали на очевидное безрассудство и несдержанность нрава. Валлийский хронист Адам из Аска называл его «цветом и славой христианского рыцарства».

## Брак и дети
Жена: с до 10 декабря 1379 года Элизабет Мортимер (12 февраля 1371 — 20 апреля 1417), дочь Эдмунда Мортимера, 3-го графа Марч. Дети:
- Элизабет Перси (ок. 1390 — 26 октября 1437); 1-й муж: с ок. 1404 Джон Клиффорд (ок. 1388 — 13 марта 1422), 7-й барон де Клиффорд с 1391; 2-й муж: Ральф Невилл, 2-й граф Уэстморленд
- Генри (3 февраля 1393 — 22 мая 1455), 2-й граф Нортумберленд с 1414

После смерти мужа Элизабет Мортимер вышла замуж вторично. Её мужем стал Томас де Камойс (ок. 1360 — 28 марта 1421), 1-й барон Камойс с 1383 года.

## В искусстве
В литературе
Генри Перси является одним из персонажей исторических хроник Уильяма Шекспира «Король Ричард II» и «Король Генрих IV».
В кино и на ТВ
- В телесериале «Шекспир BBC Television[англ.]» в эпизоде King Richard the Second (1978) роль Генри Перси исполнил Джереми Буллок.
- в российском фильме-телеспектакле «Король Ричард II» (1991) роль Генри Перси исполнил Игорь Павлов.
- В телесериале «Пустая корона» во 2 серии «Генрих IV. Часть первая» (2012) роль Генри Перси исполнил Джо Армстронг.
- В фильме «Король» (2019) роль Генри Перси исполнил Том Глинн-Карни.